# (29207) 1991 RG2
1991 أر جي 2 (ويعرف أيضًا باسم (29207) 1991 أر جي 2 وفق تسمية الكوكب الصغير) (بالإنجليزية: 1991 RG2)‏ هو كويكب ضمن حزام الكويكبات؛ وترتيبه 29207 من حيث الاكتشاف.
اكتُشف هذا الجُرم الفلكي بواسطة إيريك والتر إلست في 6 سبتمبر 1991.

## وصلات خارجية
- (29207) 1991 RG2 في قاعدة بيانات مختبر الدفع النفاث لأجرام النظام الشمسي الصغيرة

- الاكتشاف · مخطط المدار ·  العناصر المدارية · المعلمات المادية

- (29207) 1991 RG2 على موقع ويكي سكاي: DSS2, SDSS, GALEX, IRAS, Hydrogen α, X-Ray, Astrophoto, Sky Map, Articles and images